# Violaxantin
Violaxantin är ett naturligt förekommande xantofyllpigment med orange färg som återfinns i olika växter, däribland violer efter vilka det fått sitt namn. Den syntetiseras biologiskt från zeaxantin genom epoxidation. Som kosttillägg används det under E-numret E161e som livsmedelsfärg, men får ej användas inom EU eller i USA, däremot är det tillåtet i Australien och Nya Zeeland. Det har absorptionsmaxima vid våglängderna 382, 407, 434, 464 och 500 nm. Majoriteten av violaxantinet hos växter förekommer som all-trans-violaxantin, men en liten del förekommer som isomeren 9'-cis-violaxantin.